# 20 Массалія
20 Массалія — це кам'янистий астероїд Головного поясу, відкритий 19 вересня 1852 року. Батьківський астероїд для сімейства Массалії. Він розташований у внутрішній області поясу астероїдів, і має діаметр приблизно 145 кілометрів. Відкритий італійським астрономом Аннібалем де Гаспарісом, він був названий на честь латинської назви французького міста Марселя, з якого незалежний дослідник Жан Чакорнак побачив його наступної ночі.  Це був перший астероїд, якому його першовідкривач не присвоїв астрономічний символ.